# 핌피
핌피 현상(PIMFY)는 'Please In My Front Yard'의 준말로서 지역 이기주의 중 하나이다.
주로 그 지역에 이익이 되는 시설들을 자신의 지역에 끌어오려고 하는 것을 뜻하며 지하철역, 기차역, 병원, 버스터미널 등이 건설될 때 생긴다.
님비(영어: NIMBY, Not In My Back Yard)와 반대 개념이다. 이러한 현상은 지방자치가 커짐에 따라 나타나는 지역을 위한 이기주의의 한 형태이다.선진국에서는 혐오시설이 들어서는 지역 주민들에게 직접적인 보상을 해 주거나 세금 감면, 일자리 제공 등의 간접 보상을 해 주는 것이 보통이다.

## 대표적인 핌피현상 사례들
- 경부고속선 오송역 : 충청북도와 지역 단체의 요구로 경부고속선이 예정에 없던 오송역을 경유하게 되면서 노선이 동쪽으로 휘었다. 이로 인해 고속열차들의 속도가 저하되었다.
- 김포 도시철도 중전철화 문제 : 한강신도시의 교통으로 서울 지하철 5호선 연장 또는 지상 고가 경전철이 예정되었고, 경전철로 확정되었다. 그런데 유영록 김포시장이 서울 지하철 9호선을 연장하는 공약을 갑자기 제시해서 당선되었다가 철회했고, 주민들은 예정대로 9호선을 하라고 반발하였다. 2014년 경전철 공사가 착공되어 2019년 개통했다.
- 인덕원-수원 복선전철 흥덕역 : 기본계획(안)에 따르면 본 노선은 흥덕지구의 외곽을 비껴 지나가지만, 용인시 및 주민의 요구로 2015년 흥덕역이 추가되었다. 그러나 흥덕역이 추가되면서 역 앞뒤로 헤어핀 수준의 급곡선이 생겼고, 운전상의 취약개소가 될 전망이다. 한국개발연구원(KDI)은 기획재정부에 제출한 건설 비용과 노선 시격 등 총사업비에 대한 잠정 분석 결과에서 '흥덕역의 경우 애초 역사 위치 계획보다 크게 우회해 시간이 지체될 수 있다'는 의견을 냈다.
- 남해고속도로 순천시 구간 : 이미 고속도로계획이 된것을 일방적으로 취소시켜버리고 통행료가 없고 공사비가 적은 국도대체우회도로부터 먼저 건설해달라고 한 점이다.
- 분당선 구룡역, 대모산입구역 - 서울(강남)과 분당신도시를 연결하는 간선망으로 계획되자 현재의 구룡 - 대모산입구 구간은 원래 역이 하나만 있을 예정이었으나, 집값만을 생각한 개포동 주민들이 이곳저곳에 지하철역을 뚫어달라고 주장했는데 이용객은 많지 않은데 쓸데없이 역만 늘어나고, 열차 속도는 느려지는 부작용이 생기게 된다고 거부하였으나 개포동 주민들은 정줄 놓은 행동을 하자 결국 철도청은 타협을 해서 계획상 있는 개포동역 가장 먼저 지은 다음에 거기에 대모산입구역이 추가하게 되었고 그리고 구룡역을 추가로 짓게 되었다. 말하자면 역 사이에 하나가 추가되고 또 형평성을 고려하여 하나 추가되고 하여 무려 두 개가 추가 건설을 하게 되었다
- 나리타 국제공항 : 애초 일본에서 도쿄 등 일본 수도권에서 기존 도쿄 국제공항[1]을 대체할 신공항으로 산리즈카 투쟁의 여파에 따른 핌피 현상이 우려되기도 하는 사례가 있다. 이 경우는 한국 이외의 다른 나라에서의 핌피 사례가 있어, 대한민국 전 국민의 70%에 상당하는 일본 수도권 주민들[2]을 위해 지을 계획에 있는 대형 공항으로 탄생하려고 하였으나, 구 카이탁 공항이나 한국의 김해국제공항처럼 부실한 분위기를 가진 활주로의 구조를 이루고 있어, 여러가지의 갈등이 생기는 바람에 활주로도 지금의 하네다 공항과 비슷한 구조를 이루고 있기 때문이다.

## 같이 보기
- 님비